# Azeotrop
En azeotrop er en blanding af to eller flere væsker, hvis proportioner ikke kan blive ændret ved simpel destillation. Dette sker fordi, den damp, der dannes, når en azeotrop koger, har samme sammensætning som væsken i den ukogte blanding.
Da deres komposition er uændret ved destillation kaldes azeotroper også konstant kogende blandinger (især i ældre tekster). Ordet azeotrop er afledt af de græske ord ζέειν (koge) og τρόπος (drejning) kombineret med præfiks α- (ikke) for at give den overordnede mening "ikke ændret ved kogning".
Azeotrope blandinger af forbindelser i par er blevet dokumenteret, og mange azeotroper af tre eller flere forbindelser kendes også. De er binære opløsninger, der har samme komposition i damp- og væskeform, og de koger ved en konstant temperatur. I disse tilfælde er det ikke muligt at separere komponenter ved fraktionsdestillation. Der findes to typer azeotroper: minimum kogende azeotroper og maksimum kogende azeotroper. En opløsning der viser større positiv afvigelse fra Raoults lov danner en minimum kogende azeotrop ved en specifik sammensætning. For eksempel giver en blanding af ethanol og vand (dannet ved fermentering af sukker) en blanding med 96,5 volumenprocent ethanol ved fraktionsdestillation. Når denne sammensætning er blevet opnået vil væsken og dampen have samme sammensætning, og der sker ikke yderligere separation.
En opløsning der viser stor negativ afvigelse fra Raoults lov giver en maksimum kogende azeotrop ved en specifik sammensætning. Salpetersyre og vand er et eksempel på en denne klasse af azetroper. Denne azeotrop har en sammensætning på omkring 68 vægtprocent salpetersyre og 32 vægtprocent vand med et kogepunkt på 393.5 K.